# Museo Jumex

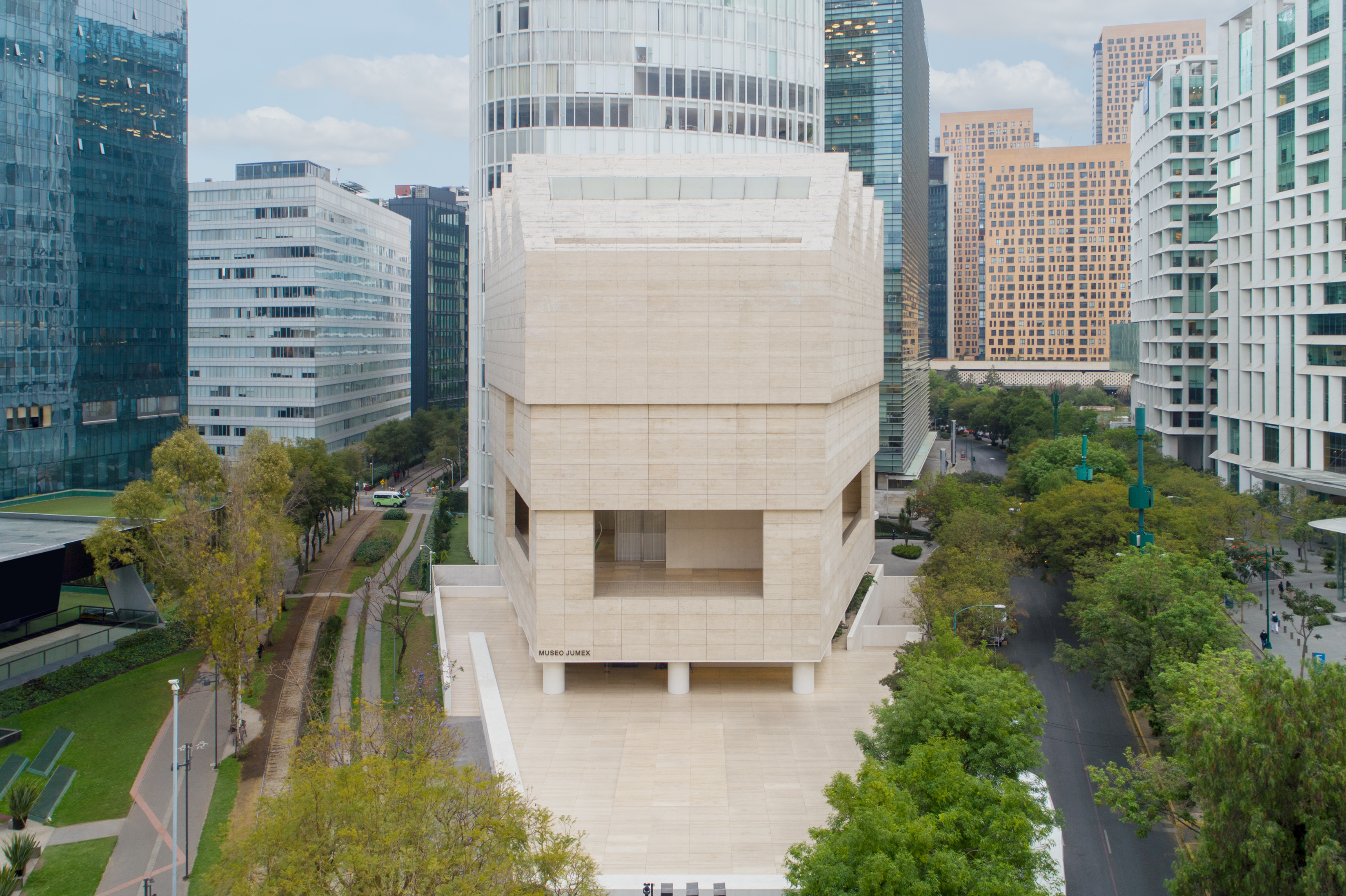

El Museo Jumex, ubicado en la Ciudad de México, es la plataforma principal de acción de Fundación Jumex Arte Contemporáneo, cuyo fundador y presidente es Eugenio López Alonso. Abrió sus puertas al público en noviembre de 2013 como institución dedicada al Arte Contemporáneo con el objetivo de convertirse en un laboratorio para la experimentación e innovación en las artes. 
A través de sus exposiciones y programas públicos, aspira a posicionarse como institución relevante en el campo del arte al producir, y coproducir en conjunto con otras instituciones, exposiciones e investigaciones originales que familiaricen al público con los conceptos y contextos que informan la producción artística en la actualidad. Durante su primera década, la Fundación Jumex se consolidó como la institución privada sin fines de lucro que apoyó a curadores y artistas que actualmente forman parte del panorama artístico contemporáneo nacional e internacional, y aunque había un público que asistía a las exposiciones en la Galería Jumex Ecatepec, López Alonso sabía que había que dar un paso más que le permitiera compartir su entusiasmo por el arte contemporáneo con un público más amplio.
Se creó con el fin de promover la producción, la discusión y el conocimiento en torno al arte contemporáneo y generar modos innovadores de fomentar el arte y la cultura. Esta tarea la lleva a cabo a través de la Colección Jumex, el acervo artístico de la Fundación, y el Museo Jumex, un lugar para la exposición y activación del arte contemporáneo. La Fundación Jumex promueve su misión mediante dos programas complementarios: Fomento, dedicado a apoyar la producción de arte contemporáneo y los proyectos independientes; y Educación, comprometido con la mejora de la capacidad de los visitantes para entender y apreciar el arte contemporáneo.
Además, es escenario de la Colección Jumex, considerada una de las más importantes colecciones de arte contemporáneo en Latinoamérica; incluye obras de artistas como Cy Twombly, Gabriel Orozco, Carl Andre, John Baldessari, Francis Alÿs, Jeff Koons, Alexander Calder, Donald Judd, Peter Fischli & David Weiss, Roni Horn, Andy Warhol y otros artistas más.
- Arquitecto A Cargo : David Chipperfield
- Director : Andrew Phillips
- Arquitecto Del Proyecto : Peter Jurschitzka
- Equipo De Diseño : Matt Ball, Jonathan Cohen, Robert Trent Davies,Johannes Feder, Peter Jurschitzka, Christian Felgendreher, Sara Hengsbach, Alessandro Milani, Diana Su
- Colaboradores : TAAU / Oscar Rodríguez: Cocoy Arenas, Alejandro Castañeda, Rubén Ocampo, Alejandro Rojas, Rafael Sevilla
- Ingeniería Estructural : Arup / Alonso y Asociados
- Ingeniería De Servicios : Arup / Iacsa
- Ingeniería Eléctrica : Asociados A
- Consultor De La Fachada : Soluciones en Piedra Franco
- Consultor De Iluminación : Arup
- Consultor De Protección Contra Incendios : BMS i
- Sistema De Administración Del Edificio : BMS i
- Gestión Del Proyecto : Inpros
- Contratista : Intercost
- Construcción : PC Constructores
- Dibujos : John Morgan Studio
- Croquis : David Chipperfield
- Planos : David Chipperfield Architects[3]

## Exposiciones

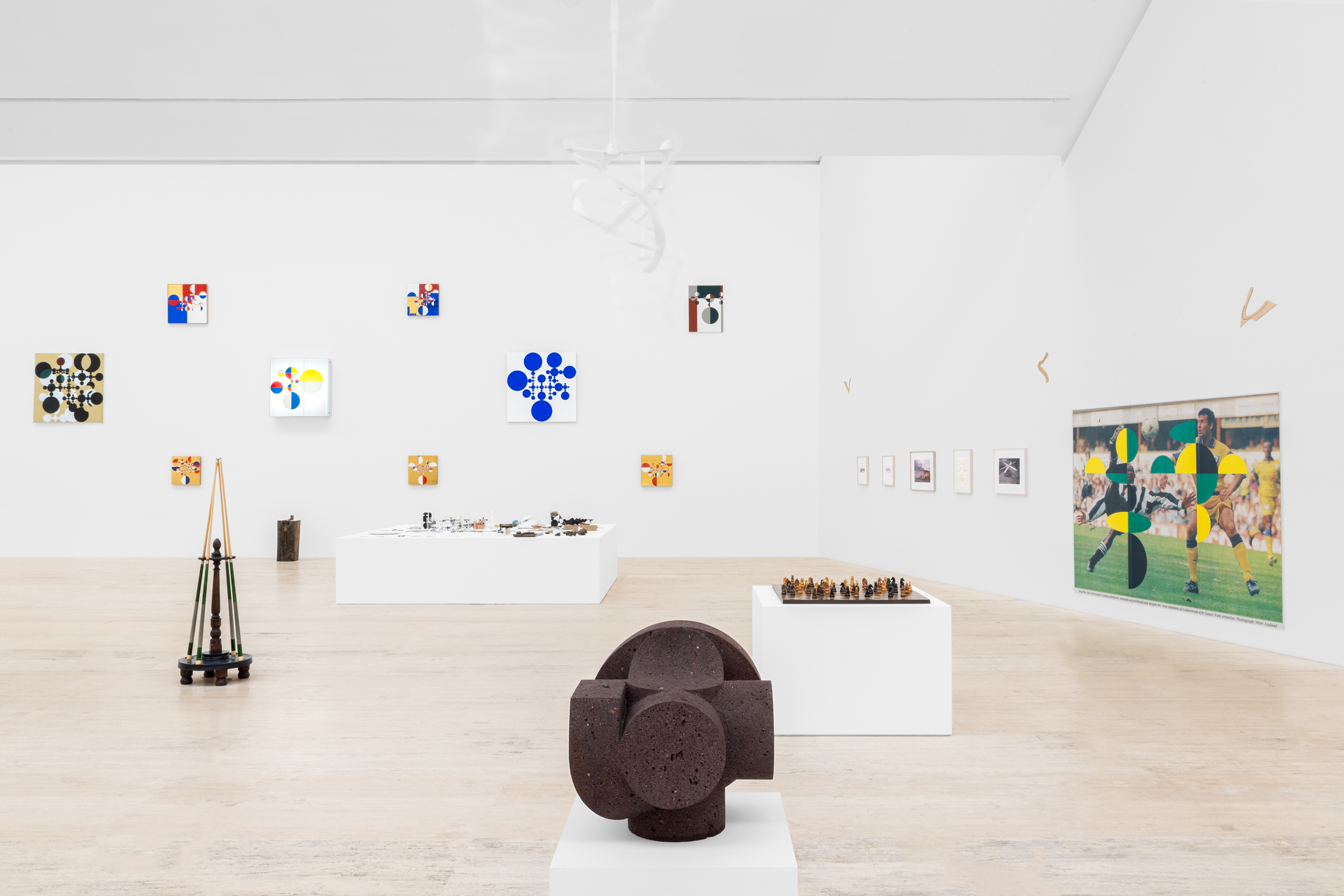
Vista de la exposición 'Gabriel Orozco: Politécnico Nacional'. Museo Jumex, 2025. Foto: Gerardo Landa y Eduardo López (GLR Studio)

El objetivo de sus exposiciones es brindar al  las especificidades históricas, sociales y culturales del arte contemporáneo. Las muestras inaugurales fueron '',—una coproducción de Fundación Jumex  de Colección Jumex + Fred Sandback. Desde 2013 ha presentado exposiciones de James Turrell, Jeff Koons, Marcel Duchamp, John Cage, John Baldessari, Andy Warhol, Alexander Calder, Abraham Cruzvillegas, Cy Twombly, Peter Fischli David Weiss, Pedro Reyes, Danh Vo, Rirkrit Tirivanija, el ciclo Cremaster de Matthew Barney, General Idea, Ulises Carrión, Damien Hirst entre muchas otras.

### Exposiciones actuales
El museo presenta actualmente la exposición individual Politécnico Nacional del artista mexicano Gabriel Orozco, la primera muestra museística del artista en México desde 2006. Curada por Briony Fer, en estrecha colaboración con el artista, la exposición incluye alrededor de 300 obras que el artista ha realizado durante su carrera, desde pequeñas esculturas hasta instalaciones complejas, entre fotografía y dibujo, acompañadas de pintura, escultura, ensamblajes y juegos.  Inaugurada el 1ro de febrero de 2025 permanecerá abierta hasta el 3 de agosto de 2025.

## Arquitectura
El edificio fue diseñado por el arquitecto británico David Chipperfield, ganador del Premio Pritzker de Arquitectura en 2023. Siendo ésta su primera obra arquitectónica en Latinoamérica. Su arquitectura fue proyectada de manera que responde a su entorno y contexto local al incorporar materiales de procedencia nacional.

### Contexto
La ausencia de un paisaje urbano discernible o de una estética coherente en el que el proyecto podría ser cómodamente inscrito, ofrece una rara oportunidad de crear un edificio distinto que contribuya simultáneamente al contexto. Encabezando el terreno triangular, el edificio puede ser descrito como un pabellón independiente que corresponde a la naturaleza ecléctica de los edificios vecinos, que incluyen el Museo Soumaya y el Teatro Cervantes.

### Distribución
Los espacios se distribuyen en cinco niveles:
a) La planta baja que alberga las instalaciones de almacenamiento de arte, salas de máquinas, oficinas administrativas y una serie de espacios que disponen los aspectos más sociales del programa como un salón de usos múltiples, la taquilla, librería, cafetería y plaza pública.
b) Niveles 1, 2 y 3, que funcionan como galerías de exhibición y se optimiza el uso de la luz del día para la galería del último piso gracias a su cubierta en forma de diente de sierra.
c) Un vestíbulo abierto multifuncional se encuentra en el nivel 1, y permite a los visitantes disfrutar del paisaje y de la vida urbana de la calle. que puede operar como foro para actividades, zona de encuentro y de descanso.
d) Un Sótano, que también es una galería de exhibición, y cuyo piso de mármol es una obra de sitio específico del artista británico Martin Creed titulada Work No. 1051, 2010, la cual forma parte de la colección Jumex.
Toda la construcción se encuentra en una plataforma elevada, permitiendo que la planta baja se fusionará con la plaza pública. Este concepto de maximizar el espacio de acceso público se prolonga desde la plaza hasta el vestíbulo en la planta baja del museo.

### Fachada
La continuidad del revestimiento de mármol travertino otorga al edificio un carácter sólido, en la cual la matriz estructural genera un ritmo constante que imprime un efecto casi monolítico al edificio. que recuerda las tradiciones escultóricas indígenas.
Se muestra como una forma masiva sin aberturas, exceptuando los grandes vacíos ortogonales presentes en las fachadas, permitiendo una excelente visibilidad hacia la ciudad. El techo muestra una forma de diente de sierra que ofrece mucha luz natural en las salas de la planta alta.[8]

### Materiales
La plataforma, las columnas, los núcleos en planta baja y primer nivel, y los plafones son de concreto blanco aparente, mientras que las fachadas, el techo y los pisos desde el vestíbulo hasta el último nivel son de mármol travertino, de origen local de Xalapa, Veracruz. Todas las ventanas son de piso a techo con marcos de acero inoxidable.